# Belsen (Mössingen)
Belsen ist ein Stadtteil von Mössingen im Landkreis Tübingen in Baden-Württemberg (Deutschland).

## Geographie

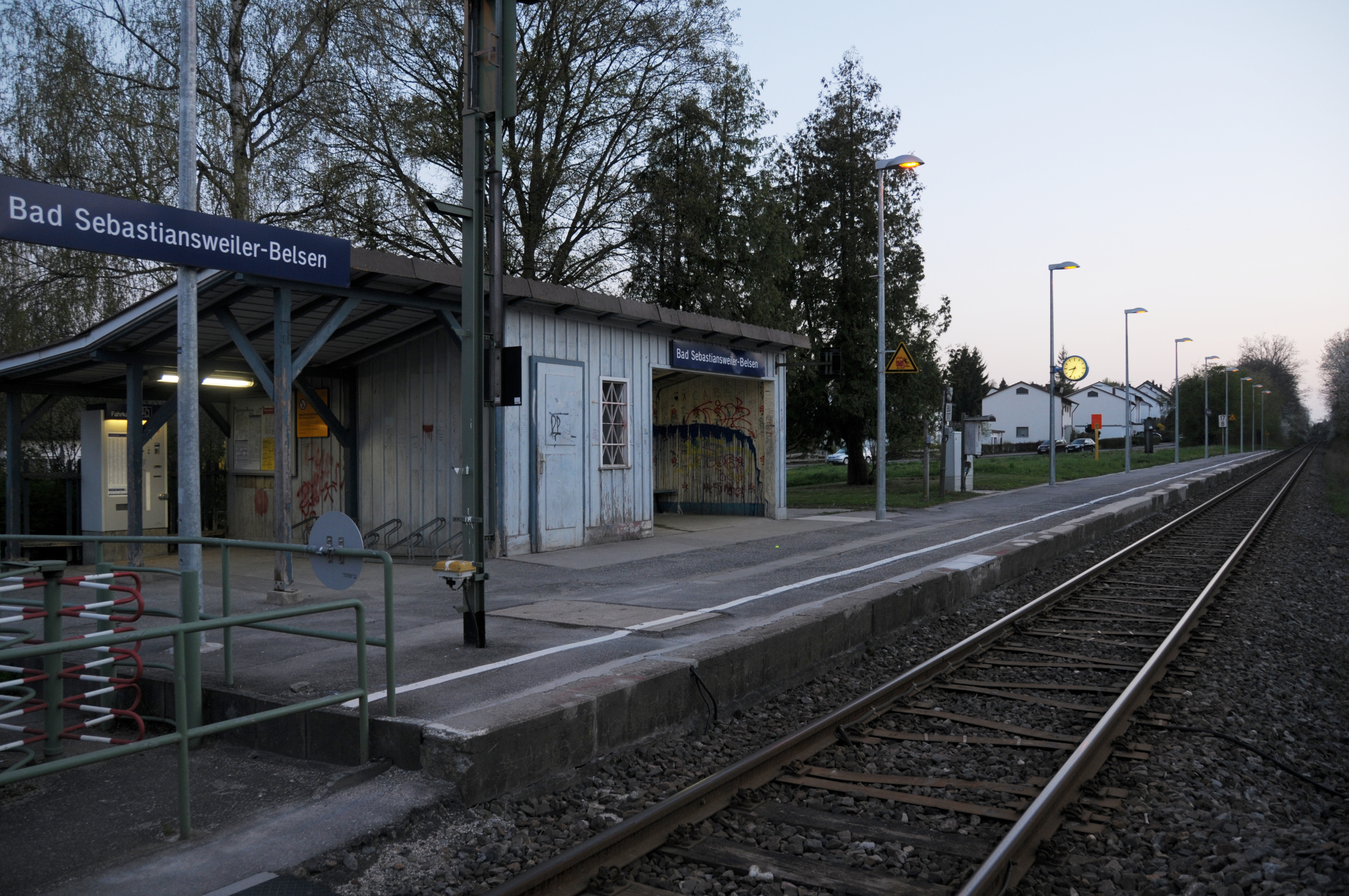
Bahnhof Bad Sebastiansweiler-Belsen

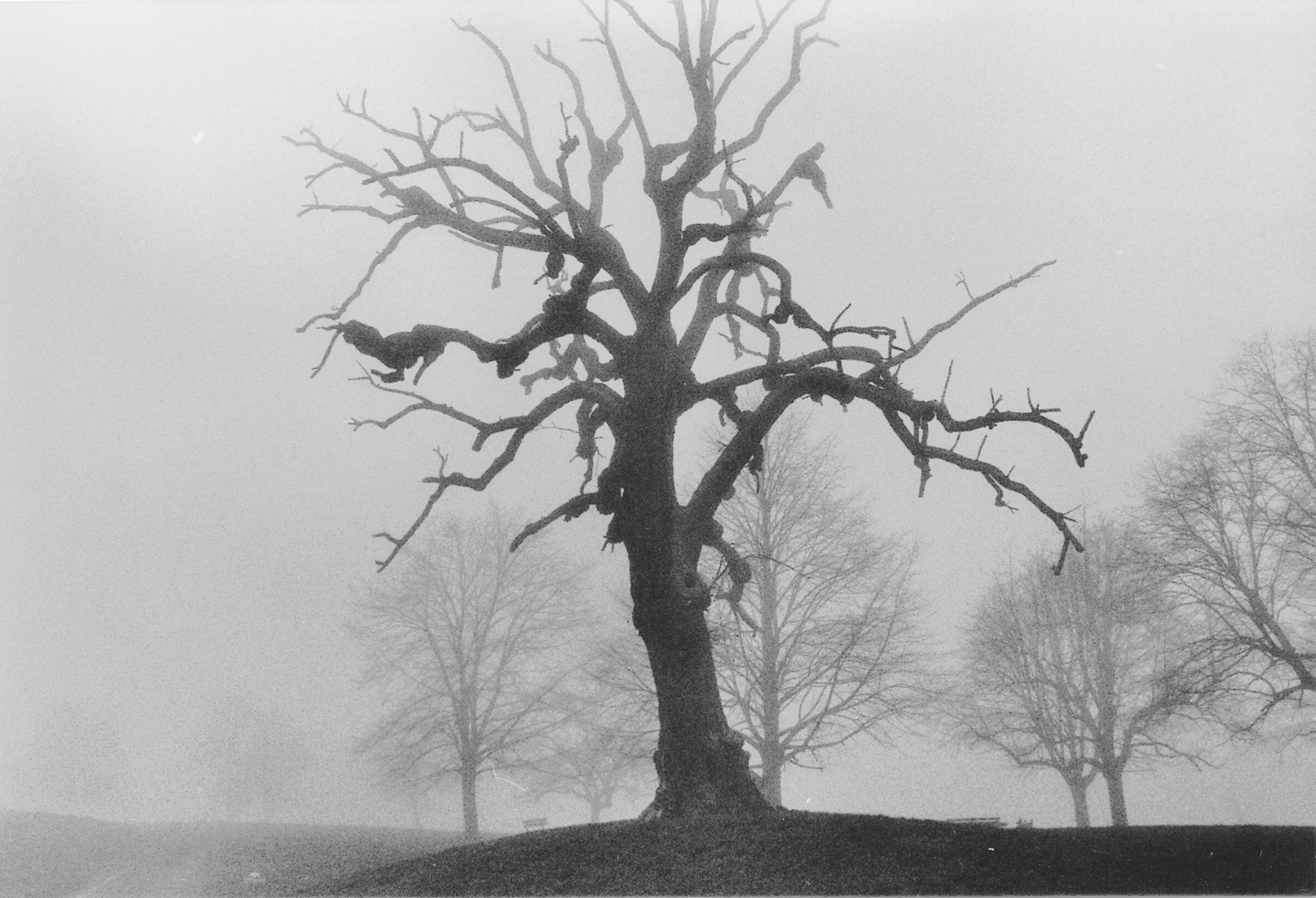
Die Belsener Linde im Januar 2007 kurz vor dem Orkan Kyrill

Belsen liegt südwestlich der Kernstadt von Mössingen.

### Nachbarorte
Folgende Orte grenzen an Belsen; deren einzelne Zugehörigkeit wird in den jeweiligen Artikeln erwähnt. Sie werden im Uhrzeigersinn beginnend im Norden genannt und gehören zum Landkreis Tübingen beziehungsweise zum Zollernalbkreis ¹.
Ofterdingen, Mössingen, Talheim, Beuren ¹, Bodelshausen und Bad Sebastiansweiler.

## Geschichte
Belsen wird erstmals 1342 urkundlich erwähnt. Bei Grabungen an der um das Jahr 1150 datierten Belsener Kapelle kam es zu archäologischen Funden, die Grund zur Annahme liefern, dass der Ort wesentlich älter ist. Das Dorf gehörte lange zur Grafschaft Zollern, bis 1415 Graf Friedrich von Zollern, genannt der Öttinger, es aus finanziellen Nöten ausraubte, es zum Großteil dem Feuer überließ und anschließend an Württemberg verkaufte. In der Folgezeit sollen dem Dorf sieben Höfe angehört haben. Nach und nach entwickelte es sich hieraus erst zu einem Straßendorf und dann zu einem Haufendorf. Nach der Erlaubnis der Realteilung im 16. Jahrhundert begann der langsame wirtschaftliche Niedergang des Dorfs. Viele Einwohner wanderten in der Folgezeit aus.
Das Dorf war wirtschaftlich als auch politisch vom Nachbardorf Mössingen abhängig, dies führte immer wieder zu Spannungen. Bereits 1589 wurde von den Einwohnern ein eigener Pfarrer verlangt, die kirchliche Trennung erfolgte aber erst 1842, einen eigenen Pfarrer gab es erst 1866. Ein eigener Friedhof wurde ebenfalls erst spät, im Jahre 1825, genehmigt. Die Neugeborenen wurden in der Mössinger Kirche getauft, hieraus ist die noch heute geläufige Redensart entstanden, die Belsener hätten „tot und lebendig zu Mössingen“ gehört.
Der wirtschaftliche Aufschwung kam erst gegen Ende des 19. Jahrhunderts. Industriebetriebe der Städte Hechingen, Reutlingen und Tübingen boten zunehmend Arbeitsplätze für die Einwohner Belsens und der Region. Die Zollernalbbahn wurde 1869 von Tübingen bis Hechingen errichtet und erleichterte den Verkehr zu den entfernten Arbeitsorten. Acht Jahre nach Einweihung des Bahnhofs in Mössingen erhielt auch Belsen einen eigenen Haltepunkt. Bereits 1863 existierte eine Landpostbotenstelle. Bis in die 1950er hinein weitete sich das Dorf auf die Bahnlinie zu und vollzog den Wandel von einer kleinbäuerlich-gewerblichen Agrargemeinde zur modernen Wohngemeinde.
In der jüngsten Zeit entstanden in Belsen die zwei großen Neubaugebiete Pfingstwasen und Öschle, welche einen großen Bevölkerungszuwachs erbrachten.
Ein Erkennungszeichen des Ortes war die Belsener Linde, eine alte Sommerlinde an der Straße nach Beuren, die allerdings dem Orkan Kyrill am 18. Januar 2007 zum Opfer fiel.
Im Süden der Gemarkung von Belsen liegt eine große spätkeltische Viereckschanze, die jedoch nicht archäologisch erschlossen ist.

## Kultur und Sehenswürdigkeiten

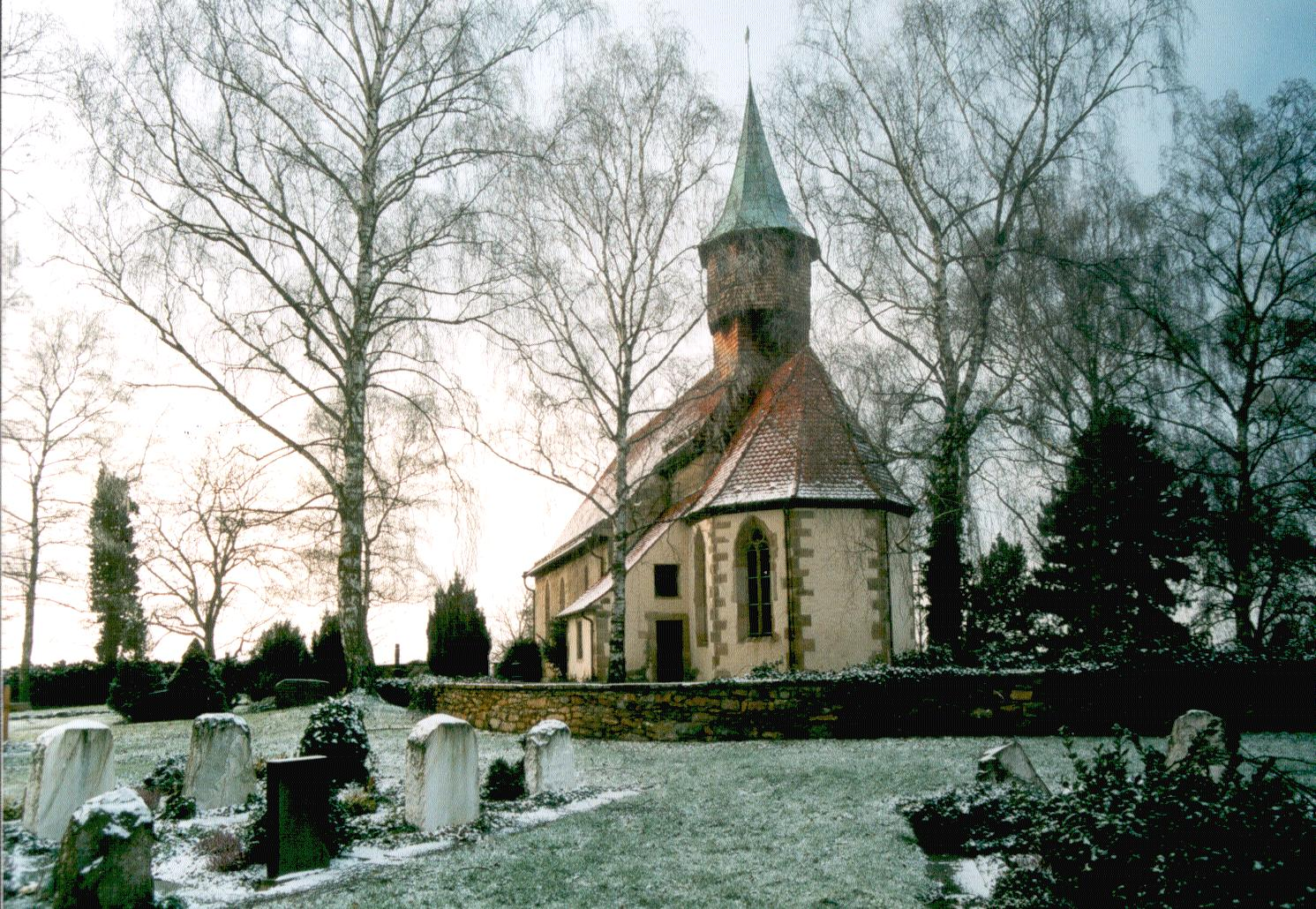
Belsener Kapelle im Winter 2003

Das Dorf wird im Osten überragt von der Belsener Kapelle, einer kleinen Kirche aus dem 12. Jahrhundert. Sie wurde auf einem romanischen Vorgängerbau errichtet und ist der älteste Sakralbau Mössingens. Rätselhafte Figuren und das sogenannte Sonnenloch befinden sich im Westgiebel. Die Belsener Kapelle bildet das Zentrum des Belsener Friedhofs, der seit 1826 in einem Halbrund um die Kapelle angelegt wurde. Sie ist die Pfarrkirche der evangelischen Ortskirchengemeinde im Kirchenbezirk Tübingen

## Verkehr

### Öffentlicher Nahverkehr
Der ÖPNV wird durch den Verkehrsverbund Neckar-Alb-Donau (naldo) gewährleistet. Der Ort befindet sich im Stadtverkehrsgebiet Mössingen, in der Wabe 113. Der Haltepunkt Bad Sebastiansweiler-Belsen befindet sich an der Zollernalbbahn.

## Persönlichkeiten
Der Maler, Bildhauer und Glaskünstler Andreas Felger wurde 1935 in Belsen geboren.